# Marina Mall
 (décembre 2012).
Si vous disposez d'ouvrages ou d'articles de référence ou si vous connaissez des sites web de qualité traitant du thème abordé ici, merci de compléter l'article en donnant les références utiles à sa vérifiabilité et en les liant à la section « Notes et références ».
Le Marina Mall (arabe : مارينا مول) est l'un des trois grands centres commerciaux d'Abou Dabi, aux Émirats arabes unis, avec le Abu Dhabi Mall et le Al Wahda Mall. Cinquième plus grand centre commercial du pays, deuxième plus fréquenté d'Abou Dabi (après le Abu Dhabi Mall), il a été construit sur une île entièrement artificielle.
Depuis son ouverture en mars 2001, le Marina Mall s'est progressivement agrandi. Sa construction n'est pas encore finie : une tour, ainsi qu'une piste de ski indoor, sont en préparation. Il accueille aujourd'hui près de 400 magasins différents et attire chaque année près d'1 200 000 visiteurs.